# STS-35
STS-35 (Space Transportation System-35) var Columbias tiende rumfærge-mission.
Opsendt 2. december 1990 og vendte tilbage den 10. december 1990.
Missionens hovedopgave var at foretage astronomiske observationer med ASTRO-1 platformen bestående af fire teleskoper: Hopkins Ultraviolet Telescope (HUT), Wisconsin Ultraviolet Photo-Polarimeter Experiment (WUPPE), Ultraviolet Imaging Telescope (UIT), og Broad Band X-Ray Telescope (BBXRT).
Hovedartikler:
- Columbia på rampe, i bagrunden ses Discovery (STS-41).
- ASTRO-1.

## Besætning
- Vance Brand (Kommandør)
- Guy Gardner (Pilot)
- Jeffrey Hoffman (Specialist)
- John Lounge (Specialist)
- Robert Parker (Specialist)
- Samuel Durrance (Specialist)
- Ronald Parise (Specialist)